# Renato Cardoso
Renato Costa Cardoso (São Paulo, 16 de janeiro de 1972) é um bispo evangélico, escritor, palestrante sobre relacionamentos e apresentador brasileiro. É conselheiro familiar e matrimonial, certificado pelo National Marriage Centers de Nova Iorque. Genro de Edir Macedo e apontado como seu possível sucessor, Renato Cardoso é o bispo que comanda a Igreja Universal do Reino de Deus no Brasil. Apresenta o programa The Love School com sua esposa, Cristiane Cardoso, na Record.

## Biografia
Filho de Lilian Costa Cardoso e Celso Cardoso, Renato Cardoso nasceu em 16 de janeiro de 1972, na cidade de São Paulo. Casou-se com Cristiane Cardoso em 1991 e logo depois foram morar nos Estados Unidos por motivos de trabalho. Em 20 anos, viveram em três países e fizeram palestras em mais de trinta, sempre trabalhando em acompanhamento e aconselhamento de casais. Ele é membro da Igreja Universal do Reino de Deus (IURD) desde os 13 anos de idade e aos 17 se tornou pastor na instituição.
Renato é educador familiar e matrimonial, certificado pelo National Marriage Centers de Nova Iorque. Em 06 de julho de 1991 se casou com Cristiane Cardoso, filha de Edir Macedo.
Em parceria com Daniel Figueiredo, compôs a canção "No Poço Te Encontrei", música tema de Moisés e Zípora, da novela bíblica Os Dez Mandamentos, da RecordTV. A canção foi interpretada por Moyses Macedo (filho de Edir Macedo) e Kátia Jorgensen.
Além do programa de televisão, Renato é autor dos livros O Perfil do Jovem de Deus e 21 Dias Que Mudarão Sua Vida - Desafio de João, A Terra Vai Pegar Fogo e, juntamente com a esposa, Cristiane, também escreveu Casamento Blindado, 120 Minutos Para Blindar Seu Casamento, Namoro Blindado e Casamento Blindado 2.0 e Diário do Amor Inteligente . Cristiane também é autora dos livros A Mulher V e Melhor Do Que Comprar Sapatos. O primeiro livro do casal foi um dos mais vendidos no Brasil em 2012.

## IntelliMen
Renato Cardoso também fundou no ano de 2012 o projeto IntelliMen, nome que deriva da junção das palavras em inglês "intelligent", que quer dizer "inteligente", com "men", que quer dizer "homens", referindo-se assim ao termo "homens inteligentes". O intuito é ajudar homens a se tornarem melhores a cada dia, através de 53 desafios que envolvem diversas áreas da vida, principalmente a espiritual.

## Na mídia

### The Love School -  A Escola do Amor
O programa estreou em setembro de 2011 pela internet através da TV Universal, site de transmissão online da IURD. Ao longo das apresentações diárias na TV Universal, Renato e Cristiane Cardoso davam orientações de cunho sentimental para casais e solteiros. O casal deixou de apresentar o programa na internet no final do mesmo ano.
Pela TV aberta, o programa está no ar desde o dia 19 de novembro de 2011, sendo transmitido aos sábados pela Record, ao meio-dia. O programa enfrenta dificuldades na audiência por ser pouco atrativo ao grande público, ficando isoladamente na 3º colocação em audiência, perdendo por mais de 100% de diferença do SBT.

## Controvérsias

### Pandemia de COVID - 19
Em meados de 2021, Renato Cardoso pediu aos fiéis que doassem o auxílio emergencial à IURD. Em um vídeo, ele incentivou as pessoas a contribuírem, perguntando "se preferiam o auxílio emergencial ou o auxílio providencial". Renato afirmou que as doações iriam se multiplicar como em um milagre de Jesus e criticou governadores que fecharam os templos.

### Fake news contra Manuela D'Ávila
Em 2024, a Record e a IURD foram condenadas a pagar R$ 12,7 mil à ex-deputada gaúcha Manuela D'Ávila por divulgarem uma notícia falsa sobre ela. A informação falsa foi transmitida no programa Entrelinhas, da igreja e da emissora. A juíza Tamara Benetti, do TJ-RS, também ordenou que as empresas fizessem uma retratação pública na televisão. O programa, apresentado por Renato Cardoso, discutiu a campanha eleitoral de 2022 e associou Manuela a uma falsa proposta de lei sobre incesto. A juíza afirmou que a ex-deputada teve sua imagem pública prejudicada.

## Obras literárias

### Série Casamento Blindado (comCristiane Cardoso)
- Casamento Blindado: O Seu Casamento à Prova de Divórcio (Thomas Nelson Brasil, 2013)

Escrito em parceria com Cristiane Cardoso, a obra se tornou best-seller no Brasil, e por algumas semanas de 2012 esteve entre os mais vendidos do País na seção autoajuda, de acordo com o PublishNews, site especializado em mercado editorial. O livro aconselha os leitores sobre como viver em harmonia a dois.